# ویویان هایزن
ویویان هایزن (زاده ۲۷ دسامبر ۱۹۹۳) یک تنیس‌باز حرفه‌ای آلمانی است. او یک متخصص تنیس دونفره است که در آوریل 2022 به رتبه 61 جهان در دو نفره WTA رسید.